# トール・ヴィルヘルムソン

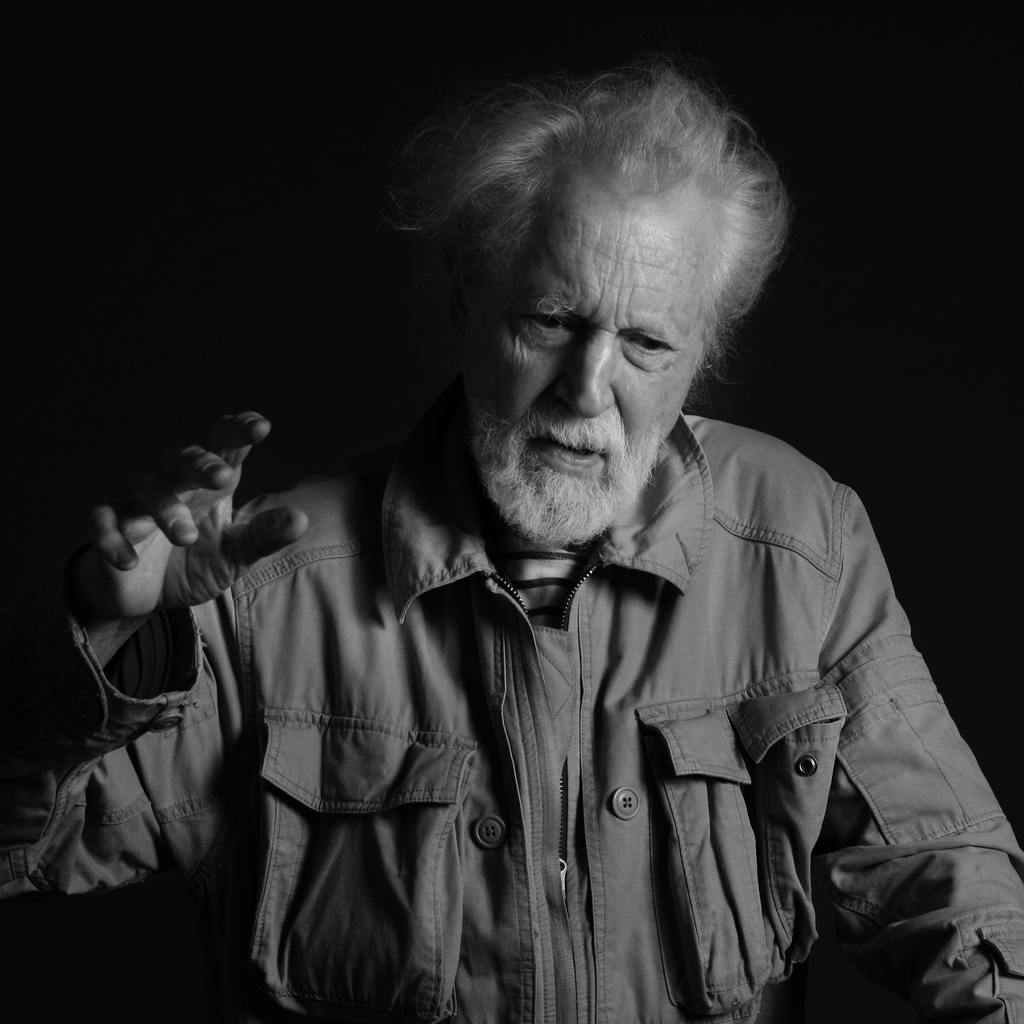
トール・ヴィルヘルムソン（2008年撮影）

トール・ヴィルヘルムソン（Thor Vilhjálmsson、アイスランド語の発音：[ˈtʰouːr ˈvɪlçaulmˌsɔn], 原語の発音 ; ソール・ヴィルヒャルムッソン、1925年8月12日 - 2011年3月2日）は、アイスランドの詩人。

## 人物
スコットランド・エディンバラ出身。アイスランド大学卒業後、ノッティンガム大学、ソルボンヌ大学へと留学した。帰国後はアイスランド国立図書館の司書や、アイスランド国立劇場にて働いた。
1988年に彼の小説『Grámosinn glóir』が北欧理事会文学賞に選ばれている。
2011年3月2日、死去。85歳没。

## 脚註
1. ↑  Thor Vilhjálmsson látinn モルグンブラズ 2011年3月2日閲覧